# 휴 오코너
휴 오코너(Hugh O'Conor, 1975년 4월 19일 ~ )는 아일랜드의 배우이다.

## 작품 목록
출연
- 메리 셸리: 프랑켄슈타인의 탄생 - 새뮤얼 테일러 콜리지 역
- 필그리미지 - 카할 역

감독
- 메탈 하트